# Елеонора Дузе
Елеонора Дузе (на италиански: Eleonora Duse) е италианска драматична актриса. Играе в пътуващи трупи. През 1887 г. организира собствена трупа под ръководството на Ф. Андо. Гастролира в много европейски страни, САЩ и страните от Южна Америка. Изкуството ѝ е дълбоко хуманно, отличава се с психологически анализ и ярка емоционалност.

## Биография
Родена е в семейство на актьори. Дядо ѝ Луиджи Дузе е основател на театър Гарибалди в Падуа. На четиригодишна възраст започва да играе в компанията на родителите си, като обикаля с тях в градове на Италия. Нейният първи голям успех е изпълнението на главната роля в драмата на Емил Зола „Терез Ракен“ (1879). През 1886 г. създадена собствена театрална трупа. След 1890 г. играе предимно извън Италия, най-вече във Франция.
През 1905 г. напуска Париж. След това, в рамките на две години, Дузе е имала връзка с италианската феминистка Лина Полети и са живели във Флоренция. Дузе се завръща на сцената в 1921 г. Напуска Италия след идването на фашистите на власт.
На 21 април 1924 г. Елеонора Дузе умира от пневмония на 65 години по време на турне. Погребана е в Асоло (Тревизо).

## Роли
- Маргарита Готие – „Дамата с камелиите“ – Александър Дюма-син;
- Жулиета – „Ромео и Жулиета“ – Шекспир;
- Мирандолина – „Мирандолина“ – Голдони;
- Нора – „Нора“ – Хенрик Ибсен;
- Мона Вана – „Мона Вана“ – Метерлинк;
- Василиса – „На дъното“ – Горки и др.